# Конституция Панина—Фонвизина
Конститу́ция Па́нина — Фонви́зина (конституция Фонвизина — Панина) — проект конституции, разработанный графом Никитой Ивановичем Паниным и его секретарём Денисом Ивановичем Фонвизиным.

## История

### «Императорский совет»
Проект ограничения монаршей власти в России был изначально разработан Никитой Паниным, который был воспитателем наследника престола, будущего Павла I, до воцарения Екатерины II. Через некоторое время после того, как она взошла на престол, Панин поднёс ей проект ограничения самодержавной власти Сенатом и Императорским советом из 6 — 8 человек. В этом проекте Паниным были изображены «временщики, куртизаны и ласкатели», которые превратили государство в «гнездо своим прихотям», где «каждый по произволу и по кредиту интриг хватал и присваивал себе государственные дела» и где «лихоимство, хищение, роскошь, мотовство, распутство в имениях и в сердцах». Это положение, по мнению Панина, могло быть изменено ограничением власти императрицы. Проект едва не был претворён в жизнь: в августе 1762 года восстановленный после опалы канцлер Алексей Бестужев в рукописи манифеста был назван «первым членом вновь учреждаемого при дворе Императорского совета». Однако 31 августа, когда манифест был напечатан, эти слова были опущены. Как указывал в своей «Истории России» С. М. Соловьёв, 

28 декабря Екатерина подписала манифест, и всё же он не был обнародован, Императорский совет не был учреждён; в важных случаях, как увидим, по-прежнему созывался совет или конференция из лиц по назначению императрицы. Екатерина поступила и тут с тою робостью, нерешительностью, внимательностью ко всем мнениям… Екатерина не послушалась Панина, собрала мнения…

Проект манифеста был обнаружен Николаем I 14 ноября 1826 года в кабинете его скончавшегося брата, Александра I, подписанным, но с надорванной потом подписью, то есть был объявлен недействительным. Документы, представленные Паниным по этому вопросу, были опубликованы в 1871 году в VII томе «Сборника Императорского русского исторического общества».

### Заговор Панина — Фонвизина
По мнению ряда современных историков, после неудачи с манифестом Панин стал создавать заговор, целью которого было свержение Екатерины II и ограничение императорской власти. В 1769 году Панин сблизился с Денисом Фонвизиным, который стал вторым человеком в заговоре. Племянник Фонвизина, декабрист Михаил Фонвизин, в своих воспоминаниях приводит имена некоторых заговорщиков, которые сообщил ему отец. Среди них брат главного заговорщика, фельдмаршал Пётр Панин, княгиня Екатерина Дашкова, князь Николай Репнин, некоторые архиереи (предположительно, будущий митрополит Гавриил), а также другие вельможи и многие гвардейские офицеры. О заговоре якобы знали и поддерживали его воспитанник Панина, великий князь Павел Петрович, и его жена, великая княгиня Наталья Алексеевна. В рамках заговора был написан проект конституции, который был подписан Павлом Петровичем, который дал присягу в том, что, воцарившись, не нарушит её. Доверенными секретарями были Фонвизин и Пётр Бакунин, который будто бы стал предателем и сообщил императрице список заговорщиков через её любовника Григория Орлова. Если верить преданиям, Екатерина вызвала к себе сына, и тот принёс матери повинную и список заговорщиков. Екатерина, желая показать притворное человеколюбие, не посмотрев, метнула список в камин, заявив: «Я не хочу знать, кто эти несчастные» (она знала их по доносу Бакунина). Несмотря на провал заговора, никто из его участников не был репрессирован, кроме, возможно, жены наследника престола (предполагается, что она была отравлена или другим способом изведена). Однако Панин, успевший сильно повлиять на Павла, был удалён от него, при этом ему были пожалованы крепостные, деньги, подарки и дом в Петербурге. По словам Фонвизина, 4000 из 9000 пожалованных ему крепостных Панин разделил между своими секретарями: Я. Я. Урби, Фонвизиным и Бакуниным.
Большинство историков не признаёт существования заговора, справедливо находя в свидетельстве Михаила Фонвизина несколько ошибок. В пользу существования заговора говорят не пропущенные цензурой места из сочинения Фонвизина «Жизнь графа Панина» (известные в рукописи), а также слова самой Екатерины II: «Худо мне жить приходится: уже и господин Фонвизин учит меня царствовать…»

## Содержание конституции и её судьба
До наших дней дошло лишь введение в конституцию, написанное Фонвизиным, известное как «Рассуждение о непременных государственных законах». Основная часть конституции была уничтожена Павлом Фонвизиным, братом автора, который унаследовал её после смерти Дениса Ивановича, перед тем, как полиция провела обыск в его доме. Введение было спасено третьим братом, Александром Ивановичем, который тогда оказался у него дома. Михаил Фонвизин в своих воспоминаниях приводит некоторые идеи основной части конституции:

Граф Никита Иванович Панин предлагал основать политическую свободу сначала для одного дворянства, в учреждении Верховного Совета, которого часть несменяемых членов назначались бы из избранных дворянством из своего сословия лиц. Синод также бы входил в состав общего собрания Сената. Под ним (то есть под Верховным сенатом) в иерархической постепенности были бы дворянские собрания, губернские или областные и уездные, которым предоставлялось право совещаться в общественных интересах и местных нуждах, представлять об них Сенату и предлагать ему новые законы.
Выбор как сенаторов, так и всех чиновников местных администраций производился бы в этих же собраниях. Сенат был бы облечен полною законодательною властью, а императорам оставалась бы власть исполнительная, с правом утверждать обсужденные и принятые Сенатом законы и обнародовать их. В конституции упоминалось и о необходимости постепенного освобождения крепостных крестьян и дворовых людей. Проект был написан Д. И. Фонвизиным под руководством графа Панина. Введение или предисловие к этому акту, сколько припомню, начиналось так: «Верховная власть вверяется государю для единого блага его подданных. Сию истину тираны знают, а добрые государи чувствуют…» За этим следовала политическая картина России и исчисление всех зол, которые она терпит от самодержавия.

Судя по тому, что слова введения переданы почти дословно, можно предположить, что содержание основной части конституции передано верно. Сама конституция была намного более вольнодумной, чем введение в неё, ведь недаром уничтожение бумаг началось с неё. Несмотря на это предполагается, что конституция всё же дошла до наших дней, но была утеряна в архивах. Возможно, она находится в архиве Паниных.